# Liste der Fahnenträger der burundischen Mannschaften bei Olympischen Spielen
Die Liste der Fahnenträger der burundischen Mannschaften bei Olympischen Spielen listet chronologisch alle Fahnenträger burundischen Mannschaften bei den Eröffnungs- (EF) und Abschlussfeiern (AF) Olympischer Spiele auf.

## Liste der Fahnenträger
| Mannschaft             | Veranstaltung | Fahnenträger (EF)     | Fahnenträger (AF)    |
| ---------------------- | ------------- | --------------------- | -------------------- |
| 1996 in Atlanta        | Sommerspiele  | Dieudonné Kwizéra     |                      |
| 2000 in Sydney         | Sommerspiele  | Diane Nukuri          |                      |
| 2004 in Athen          | Sommerspiele  | Emery Nziyunwira      | Arthemon Hatungimana |
| 2008 in Peking         | Sommerspiele  | Francine Niyonizigiye | Idrissa Sanou        |
| 2012 in London         | Sommerspiele  | Diane Nukuri          | Diane Nukuri         |
| 2016 in Rio de Janeiro | Sommerspiele  | Olivier Irabaruta     | Billy-Scott Irakoze  |
| 2020 in Tokio          | Sommerspiele  | Ornella Havyarimana   | Volunteer            |
| 2020 in Tokio          | Sommerspiele  | Belly-Crésus Ganira   | Volunteer            |
| 2024 in Paris          | Sommerspiele  | Ange Ciella Niragira  | Ange Ciella Niragira |
| 2024 in Paris          | Sommerspiele  | Belly-Crésus Ganira   | Ange Ciella Niragira |

Anmerkung: (EF) = Eröffnungsfeier, (AF) = Abschlussfeier

## Statistik
| Rang    | Sportart       | EF | AF | ∑  |
| ------- | -------------- | -- | -- | -- |
| 1       | Leichtathletik | 5  | 3  | 8  |
| 2       | Schwimmen      | 3  | 1  | 4  |
| 3       | Judo           | 1  | 1  | 2  |
| 4       | Boxen          | 1  | 0  | 1  |
| 4       | Volunteer      | 0  | 1  | 1  |
| Gesamt: | Gesamt:        | 10 | 6  | 16 |

| Rang                   | Sportart | EF | AF | ∑ |
| ---------------------- | -------- | -- | -- | - |
| bisher keine Teilnahme |          |    |    |   |
| Gesamt:                | Gesamt:  | 0  | 0  | 0 |

| Rang    | Sportart       | EF | AF | ∑  |
| ------- | -------------- | -- | -- | -- |
| 1       | Leichtathletik | 5  | 3  | 8  |
| 2       | Schwimmen      | 3  | 1  | 4  |
| 3       | Judo           | 1  | 1  | 2  |
| 4       | Boxen          | 1  | 0  | 1  |
| 4       | Volunteer      | 0  | 1  | 1  |
| Gesamt: | Gesamt:        | 10 | 6  | 16 |